# Malcolm Dawes
Malcolm Dawes (Trimdon, 3 marzo 1944) è un ex calciatore inglese, di ruolo difensore.

## Carriera
Dopo aver militato nel Darlington e nel Horden Colliery Welfare, dal 1965 al 1975 gioca nella Fourth Division inglese, dapprima nell'Aldershot e poi nell'Hartlepool Utd.
A partire dalla primavera-estate 1973, al termine del campionato inglese, gioca nel campionato nordamericano della NASL. Per la stagione 1973 è in forza ai N.Y. Cosmos, con cui ottiene il raggiungimento delle semifinali. Fu il giocatore più impiegato dalla squadra e premiato come giocatore dell'anno dei Cosmos. La stagione seguente, sempre in forza ai Cosmos, invece non supera la fase a gironi del torneo nordamericano. Durante la sua esperienza ai Cosmos legò particolarmente con i compagni di squadra Werner Roth e Shep Messing.
Nel campionato 1975 passa ai Denver Dynamos, non avendo potuto accordarsi con i Cosmos a causa dell'opposizione del suo club di appartenenza, l'Hartlepool, sempre nella NASL, con cui non supera la fase a gironi del torneo.
Terminata l'esperienza nordamericana, non essendo riuscito ad ottenere un accordo con i Minnesota Kicks, Dawes torna in patria per giocare nel Workington, con cui gioca altre due stagioni nella Fourth Division inglese. Dopo il biennio al Workington, chiuse la carriera agonistica nel Whitby Town.